# Hypseleotris
Hypseleotris é um género de peixe da família Eleotridae.
Este género contém as seguintes espécies:
- Hypseleotris aurea
- Hypseleotris dayi
- Hypseleotris ejuncida
- Hypseleotris kimberleyensis
- Hypseleotris regalis
- Hypseleotris tohizonae
- Hypseleotris klunzingeri